# حسن رائد
حسن رائد حسن أبو سهام (مواليد 23 سبتمبر 2000)، لاعب كرة قدم عراقي يجيد اللعب في مركز الدفاع مع نادي القوة الجوية في الدوري العراقي الممتاز.